# Nils Ehrenschiöld
Nils Ehrenschiöld, född 11 maj 1674 i Åbo, död 2 november 1728 i Karlskrona, var en svensk amiral. Han var från 1706 gift med friherrinnan Lovisa Anckarstierna. Han var son till Erik Nilsson Ehrenskiöld.

## Biografi
Ifrån år 1700 deltog han som skeppschef i krigen mot Danmark och Ryssland, och i november 1708 led han med skeppet "Norrköping" skeppsbrott vid Dagö, men lyckades efter två dygns vistelse på vraket att genom ihärdig ansträngning rädda besättningen. 27 juli 1714 blev Ehrenschiöld – som då var schoutbynacht och med sju skärgårdsfartyg intagit position vid Bengtsårfjärden norr om Hangö – efter att ha tillbakavisat amiral Fjodor Apraksins uppfordran att kapitulera, anfallen av 35 ryska galärer, vilka dock vid den andra kraftiga salvan tvingades att retirera. Åttio galärer med friskt folk sändes då att anfalla den lilla svenska flottiljen, som, efter en blodig strid och ett hjältemodigt försvar, slutligen övermannades. Av 20 000 ryssar blev 3 000 dödade och ett stort antal sårade; av den svenska styrkan, 941 man, stupade mer än en tredjedel, medan resten togs till fånga. Av ryssarnas 115 fartyg var vid stridens slut ej fler än 25 i användbart skick; 35 kunde repareras under loppet av en vecka. De övriga var sänkta eller sönderskjutna. Den svenska styrkans tapperhet i sjöslaget vid Hangö udd hade hejdat ett planlagt anfall mot svenska kusten över Åland. 
Själv sårad och fången blev Ehrenschiöld av tsar Peter bemött med stor välvilja. Ehrenschiöld befordrades 1716 till viceamiral, frigavs 1721 och blev samma år amiral och direktör över amiralitetets ekonomiverk i Karlskrona. Ehrenschiöld är ett av svenska flottans mest minnesvärda namn. Begåvad, nitisk, tapper, redbar och sitt fädernesland hängiven var han i ovanligt hög grad. Han är också besjungen av Oscar Fredrik. En förträfflig skildring av Ehrenschiöld har Arnold Munthe lämnat i "Svenska sjöhjältar, III. Nils Ehrensköld" (1900). 
Ehrenschiölds begravning hölls i Amiralitetskyrkan i Karlskrona, varefter han gravsattes i Kalmar domkyrka.
Jagaren Ehrensköld fick sitt namn efter Nils Ehrensköld.